# Procure
Een procure is een werkruimte in een klooster of abdij waarin de wereldlijke zaken van de betreffende instelling worden geregeld. Hiertoe behoort onder meer de financiële administratie, het voorraadbeheer en dergelijke.
De geestelijke die zich hiermee bezighoudt wordt de procureur genoemd.
Soms bevond de procure zich niet in het klooster, maar in een afzonderlijk gebouw buiten het klooster, bijvoorbeeld in het centrum van een plaats.